# Gare de Sauheid
La gare de Sauheid est une ancienne halte ferroviaire belge de la 43, d'Angleur à Marloie située sur le territoire de la commune d'Angleur, rattachée à la ville de Liège, mais desservant Sauheid, un village de la commune de Chaudfontaine situé sur la rive opposée. Elle se situait au bord de la rivière Ourthe, dans la province de Liège en Région wallonne.

## Situation ferroviaire
Établie à 71 m d'altitude, la halte de Sauheid se trouvait au point kilométrique (PK) 2.70 de la ligne 43, entre les haltes également fermées de Streupas et Colonster. Le passage à niveau 43/3 — réservé aux piétons — se trouvait à l'extrémité des quais en direction d'Angleur.

## Histoire

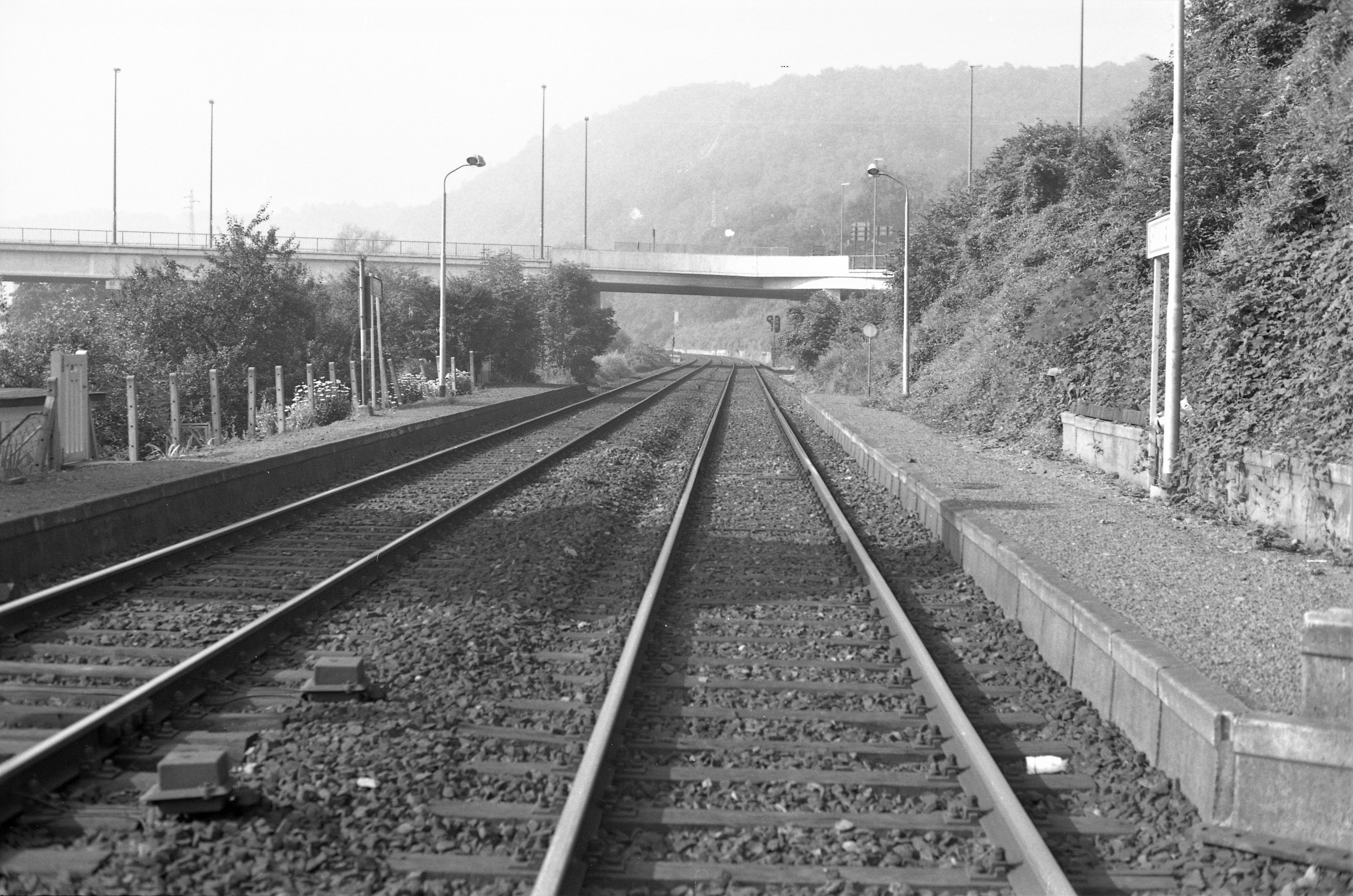
Vue des quais en direction de Rivage depuis la traversée à niveau.

Le point d'arrêt de Sauheid, administré depuis la gare d'Angleur est mis en service le 1er avril 1887 par l'Administration des chemins de fer de l'État belge qui inaugure le même jour un service de trains à arrêts fréquents, dits "trains-tramways" entre Liège et Rivage.
La halte ferme définitivement le 3 juin 1984 lorsque le plan IC-IR entre en vigueur.